# Choo Choo TRAIN (EXILEのシングル)
『Choo Choo TRAIN』（チュー チュー トレイン）は、EXILEの10枚目のシングル。2003年11月6日にrhythm zoneから発売。

## 概要
前作『LET ME LUV U DOWN』から4か月ぶりのシングル。4週連続リリースの第1弾。
リーダーのHIROがかつて在籍していたグループZOOが1991年に発表した「Choo Choo TRAIN」をカバー。HIROにとってはセルフカバーである。2003年の夏に開催されたa-nationで同曲をパフォーマンスしたところ、反響を呼びCD化が決定した。
ジャケット写真はメンバーのMATSUがプロデュースした。
同年12月31日の『NHK紅白歌合戦』に初出場し、同曲を披露した。
翌年1月28日にはRhythm REPUBLICからアナログ盤が発売された。

## 収録曲

### シングル盤
1. Choo Choo TRAIN / TYPE-EX [4:42]
作詞：Arisu Sato / 作曲：Keizo Nakanishi / 編曲：Takeshi Iwato
  - テレビ朝日系『内村プロデュース』2003年10月 - 12月度エンディングテーマ
2. Choo Choo TRAIN / TYPE-OX [4:40]
編曲：Kei Kawano
3. Choo Choo TRAIN / TYPE-EX（Instrumental）
4. Choo Choo TRAIN / TYPE-OX（Instrumental）

### アナログ盤
1. Choo Choo TRAIN（MALAWI ROCKS Remix）
編曲：EMMA, TARO KAWAUCHI (MALAWI ROCKS)
後にDVD『EXPV 3』特典CDにも収録された。
2. Choo Choo TRAIN（MALAWI ROCKS Remix）（Instrumental）
3. Choo Choo TRAIN / TYPE-EX

## 収録アルバム
Choo Choo TRAIN / TYPE-EX
- 『EXILE ENTERTAINMENT』
- 『PERFECT BEST』
  - 『SINGLE BEST』

- 『EXILE CATCHY BEST』（再録バージョン）
- 『EXILE COVER』（再録バージョン）
- 『EXILE BEST HITS -LOVE SIDE / SOUL SIDE-』（再録バージョン）
- 『EXTREME BEST』（再録バージョン）

Choo Choo TRAIN（MALAWI ROCKS Remix）
- 『EXPV 3』（CD）

## その他
- バンダイナムコエンターテインメントの音楽ゲーム『太鼓の達人 ゴー! ゴー! 五代目』、コナミデジタルエンタテインメントの『DanceDanceRevolution(2013)』に「Choo Choo TRAIN」が収録されている。
- 2016年7月より放送されているEXILE TRIBEの岩田剛典・関口メンディーらが出演するソフトバンクモバイルのCMに同曲がBGMとして使用されている。